# マルタ中央銀行
マルタ中央銀行（マルタちゅうおうぎんこう、英語：Central Bank of Malta マルタ語：Bank Ċentrali ta’ Malta）はマルタの中央銀行。1968年4月17日に設立された。2004年、マルタが欧州連合に加盟し、マルタ中央銀行も欧州中央銀行制度に加わった。マルタ中央銀行は2008年のユーロ導入までマルタ・リラ紙幣・硬貨を発行するなどの業務を担っていたが、その後は欧州中央銀行の傘下に置かれている。